# Vevo
Vevo, contrazione di Video Evolution, è un sito internet di proprietà della società Vevo LLC, a sua volta proprietà di Sony Music Entertainment, Universal Music Group e Abu Dhabi Media. È stato lanciato ufficialmente l'8 dicembre 2009 come joint venture tra le due grandi etichette discografiche Universal Music Group (UMG), e Sony Music Entertainment (SME). Oggi la piattaforma vede come azionisti UMG e SME, così come Abu Dhabi Media e Google dopo che ne ha acquistato una quota del 7% nel 2013, con la terza della "grande triade discografica" WMG (Warner Music Group) che ha aderito al sito nel 2016.
Vevo offre più di 500 000 video musicali pubblicati su YouTube e il proprio sito internet, condividendo spesso con Google annunci pubblicitari e altro. Anche l'etichetta britannica EMI aveva concesso la propria libreria musicale a Vevo per un breve periodo prima di essere acquisita da Universal nel 2013. Originariamente, Warner avrebbe dovuto pubblicare i suoi contenuti sulla piattaforma dopo il lancio nel 2009, ma in seguito formò una partnership con la rivale MTV Networks (oggi Paramount Media Networks). Nell'agosto 2015, Vevo espresse rinnovato interesse verso i contenuti di Warner. L'accordo commerciale si è concretizzato nell'agosto 2016, garantendo a Vevo la diffusione dei contenuti della "grande triade" dell'etichetta musicale (Universal, Sony e Warner).

## Storia

### Creazione
L'idea alla base della creazione di Vevo era quella di un servizio streaming per video musicali, simile a quelli già presenti sul mercato americano per film e show televisivi, con l'obiettivo di attrarre sponsor. A tal scopo, il gruppo Universal acquistò il dominio vevo.com il 20 novembre 2008 e pose la sede legale a New York. Più tardi anche Sony raggiunse un accordo per aggiungere i suoi contenuti al sito, nel giugno del 2009. Il lancio ufficiale di Vevo avvenne l'8 dicembre, e lo stesso mese divenne il sito musicale più visitato negli Stati Uniti, superando l'allora più noto MySpace. Oltre al sito internet, venne creata una linea di merchandising tramite negozi sul territorio e on line (tramite i canali Amazon e iTunes), e a partire dallo stesso anno Vevo fa la sua comparsa su YouTube, sia attraverso un proprio canale ufficiale, sia tramite la creazione di un apposito canale per ciascun artista, dedicato esclusivamente ai suoi contenuti musicali.

### Diffusione
Il 26 aprile 2011 Vevo inaugurò le sue sedi in Regno Unito e Irlanda, le prime al di fuori del Nordamerica. Il 16 aprile 2012 la piattaforma fu lanciata anche in Australia e Nuova Zelanda dalla MCM Entertainment. Il 14 agosto 2012 il Brasile fu il primo Paese del Sudamerica a diffondere la piattaforma. La piattaforma fu poi diffusa nel resto d'Europa e dell'America Latina durante l'anno. Vevo si diffuse in Spagna, Italia e Francia il 15 novembre 2012. Il 3 aprile 2013 si diffuse nei Paesi Bassi, il 17 maggio in Polonia, il 29 settembre in Germania; il 30 aprile 2014 in Messico.
Nel giugno del 2012 Vevo ha lanciato il suo premio certificato, assegnato agli artisti che superano i 100 milioni di visualizzazioni sul sito e ai suoi partner (incluso YouTube).
Il 15 marzo 2013 è stata la volta della Vevo TV, un canale televisivo in streaming attivo 24 ore su 24 che riproduce video musicali e speciali dedicati. Inizialmente il canale era visibile solo agli utenti in nord America e Germania, anche se erano in programma espansioni. Tuttavia, Vevo ha chiuso il servizio nella prima metà del 2016 come parte della ristrutturazione a cui è stato sottoposto il sito, voluta da Nic Jones, uno dei fondatori del sito, vicepresidente e direttore esecutivo dal 2015.
Dall'agosto 2016 il Catalogo VEVO si arricchisce dei video musicali pubblicati da Warner Music Group a partire da quella data, anche se questi, per una scelta, tuttora non vengono inseriti sul canale YouTube di VEVO come quelli delle altre due major, quindi risultano avere una diffusione più limitata per quanto concerne questa piattaforma.
Dal 2017 il Catalogo VEVO comprende anche le canzoni pubblicate nelle raccolte, e diventa quindi composto anche da brani musicali senza videoclip.

## Diffusione
| Paese         | Data di lancio    |
| ------------- | ----------------- |
| Canada        | 8 dicembre 2009   |
| Stati Uniti   | 8 dicembre 2009   |
| Irlanda       | 26 aprile 2011    |
| Regno Unito   | 26 aprile 2011    |
| Australia     | 16 aprile 2012    |
| Nuova Zelanda | 16 aprile 2012    |
| Brasile       | 14 agosto 2012    |
| Sudafrica     | 20 ottobre 2012   |
| Francia       | 15 novembre 2012  |
| Italia        | 15 novembre 2012  |
| Spagna        | 15 novembre 2012  |
| Paesi Bassi   | 3 aprile 2013     |
| Polonia       | 17 maggio 2013    |
| Germania      | 29 settembre 2013 |
| Messico       | 30 aprile 2014    |
| Belgio        | 22 luglio 2014    |

## Funzionalità
Vevo presentava delle funzioni simili a YouTube: ha una homepage, si potevano impostare preferiti, creare playlist e possedeva un motore di ricerca. All'interno si trovava una vasta collezione di video musicali, esibizioni dal vivo, backstage dei video e molto altro. Inoltre i videoclip spesso mostravano anche il testo della canzone.
I contenuti di Vevo non sono disponibili in tutte le nazioni, principalmente per questioni legate alle differenti regolamentazioni del diritto d'autore e delle relative licenze. Inizialmente era possibile visitare il sito solo da Stati Uniti e Canada, ma dal mese di novembre 2012 Vevo è accessibile anche agli utenti residenti in Irlanda, Regno Unito, Australia, Nuova Zelanda, Brasile, Italia, Messico, Francia, Spagna e Polonia. Se si tenta di effettuare l'accesso al sito internet da un Paese al di fuori di questi viene mostrata una schermata di avviso, che rimanda l'utente a YouTube. Ora il sito rimanda a tutti su YouTube per i video clip, rimango però contenuti e interviste esclusive degli artisti delle varie case discografiche proprietarie di vevo
Vevo, inoltre, è stato disponibile anche sotto forma di applicazione per una serie di piattaforme e dispositivi tra cui iOS, Android, Windows Phone, Chromecast, Fire Stick, Google TV, Sky Q, Boxee, Xbox One e PlayStation, dal 2018 Vevo decise di non supportare le applicazioni scaricabili dai vari store, allo scopo di incanalare tutte le risorse su Youtube., la nota piattaforma di Google.

## Vevo Certified
Vevo Certified (Certificazione VEVO) è un riconoscimento dato ai video musicali che hanno ottenuto più di 100 milioni di visualizzazioni.

## Loghi

8 dicembre 2009 – 10 marzo 2013
11 marzo 2013 – 3 luglio 2016
In uso dal 4 luglio 2016